# باکسگروو
باکسگروو (به انگلیسی: Boxgrove) یک روستا و محله مدنی در بریتانیا است که در ساسکس غربی واقع شده‌است. باکسگروو ۱۱٫۶۹ کیلومتر مربع مساحت و ۹۵۷٫ نفر جمعیت دارد.